# Orzea - Zănoaga
Orzea - Zănoaga este o arie protejată de interes național ce corespunde categoriei a IV-a IUCN (rezervație naturală de tip mixt) situată în județul Dâmbovița, pe teritoriul administrativ al comunei Moroeni.

## Localizare
Aria naturală se află în Munții Bucegi, în extremitatea nordică a județului Dâmbovița, în bazinul superior al Ialomiței, în partea sudică a lacului Bolboci, lângă rezervația naturală Zănoaga - Lucăcilă.

## Descriere
Rezervația naturală a fost declarată arie protejată prin Legea Nr.5 din 6 martie 2000 (privind aprobarea Planului de amenajare a teritoriului național - Secțiunea a III-a - zone protejate) și este înclusă în suprafața teritorială a Parcului Natural Bucegi. 
Aria naturală cu o suprafață de 841,20 hectare reprezintă o zonă montană cu relief carstic și endocarstic constituit din cheiuri (Zănoaga Mare și Zănoaga Mică), abrupturi stâncoase, izvoare, văii, doline, lapiezuri, versanți calcaroși și  peșteri; cu păduri, pajiști și goluri alpine ce adăpostesc o gamă varietată de floră și faună specifică Meridionalilor.